# Christian Jones (cestista)
Christian Jones (Arlington, 6 luglio 1993) è un cestista statunitense.

## Palmarès
- Campionato bulgaro: 1

Balkan Botevgrad: 2021-2022